# Dávid Anna (könyvkiadó)
Dávid Anna (Sopron, 1968. augusztus 12. –) kiadói szerkesztő, a Magvető Könyvkiadó igazgatója.

## Szakmai pályafutása
1986-ban érettségizett a soproni Széchenyi István Gimnáziumban, felsőfokú tanulmányait Budapesten az Eötvös Loránd Tudományegyetem Bölcsészettudományi Karának magyar–angol szakán végezte 1986–1993 között. 1999-ben részt vett az Oxford International Centre for Publishing Studies képzésén az Oxford Brookes University és a British Council szervezésében.
1992 és 1996 között angol nyelvtanárként és fordítóként dolgozott, 1994-ben kezdődött könyvkiadói pályája: 1994–1995-ben a Biográf Kiadóban volt szerkesztő, majd az Osiris Kiadóba került, ahol 1995 és 1998 között szerkesztőségi titkári, nemzetközi levelezői és gyártásszervezői munkákat végzett. 1998-ban a Műszaki Könyvkiadó tankönyvrészlegén töltött három hónapot felelős szerkesztőként. Az Osiris Kiadóba visszatérve, a 156 kötetes Millenniumi Könyvtár sorozat projektmenedzsere, és a szépirodalmi részleg vezetője lett Domokos Mátyás irodalmi vezető mellett (2000 novemberéig). 2001–2007-ig a Magvető és az Athenaeum kiadók szerkesztője volt, majd 2011-ig szabadúszó szerkesztő. Ez idő alatt az Animus, a Könyvmolyképző, a Magvető, a Nap, a Park és az Ulpius-ház könyvkiadók, a Budapesti Történeti Múzeum, a BTM Kiscelli Múzeum, a Szépművészeti Múzeum, a Soproni Levéltár kiadványait szerkesztette, és nyelvi lektora volt a Polgári Törvénykönyv épp aktuális változatának.
2010-től 2012-ig a Digitális Irodalmi Akadémiában Závada Pál szakértőjeként gondozta a szerző műveinek elektronikus kiadásait. 2011 novemberétől 2014 novemberéig a frissen alakult Libri Kiadóban dolgozott az ismeretterjesztő könyvek főszerkesztőjeként, majd 2015 februárjában tért vissza a Magvető Könyvkiadóba. 2016 júniusáig főszerkesztő volt, majd 2016 júliusában átvette a kiadó igazgatását.
Férje Kovács Márton zeneszerző és zenész, gyermekük Kovács Luca (2003).